# Farzaneh Sadegh
Farzaneh Sadegh, née le 12 septembre 1976 à Hamadan, est une femme politique iranienne, actuelle ministre du Développement urbanistique et des Routes dans le gouvernement de Massoud Pezechkian. Elle est la seconde ministre féminine dans toute l'histoire de la République islamique.

## Origine et jeunesse
Née le 12 septembre 1976,, à Hamadan, Farzaneh Sadegh est fille d'un combattant tué pendant la guerre Iran-Irak. Titulaire de master en architecture à l'université de Téhéran, elle obtient un doctorat en urbanisme à l'université islamique Azad,,,.

## Carrière
Farzaneh Sadegh s'introduit dans le ministère du Développement urbanistique et des Routes (fa) en tant que directrice adjointe du département d'architecture et de planification urbanistique,. Elle est nommée ministre du Développement urbanistique et des Routes dans le gouvernement Massoud Pezechkian, avec 231 voix de confiance sur les 290 parlementaires.